# 慶応
慶応（、旧字体：慶應）とは、日本の元号の1つである。元治の後、明治の前。大化以降227番目、243個目の元号である。1865年から1868年までの期間を指す。この時代の天皇は孝明天皇、明治天皇。江戸幕府将軍は徳川家茂、徳川慶喜。

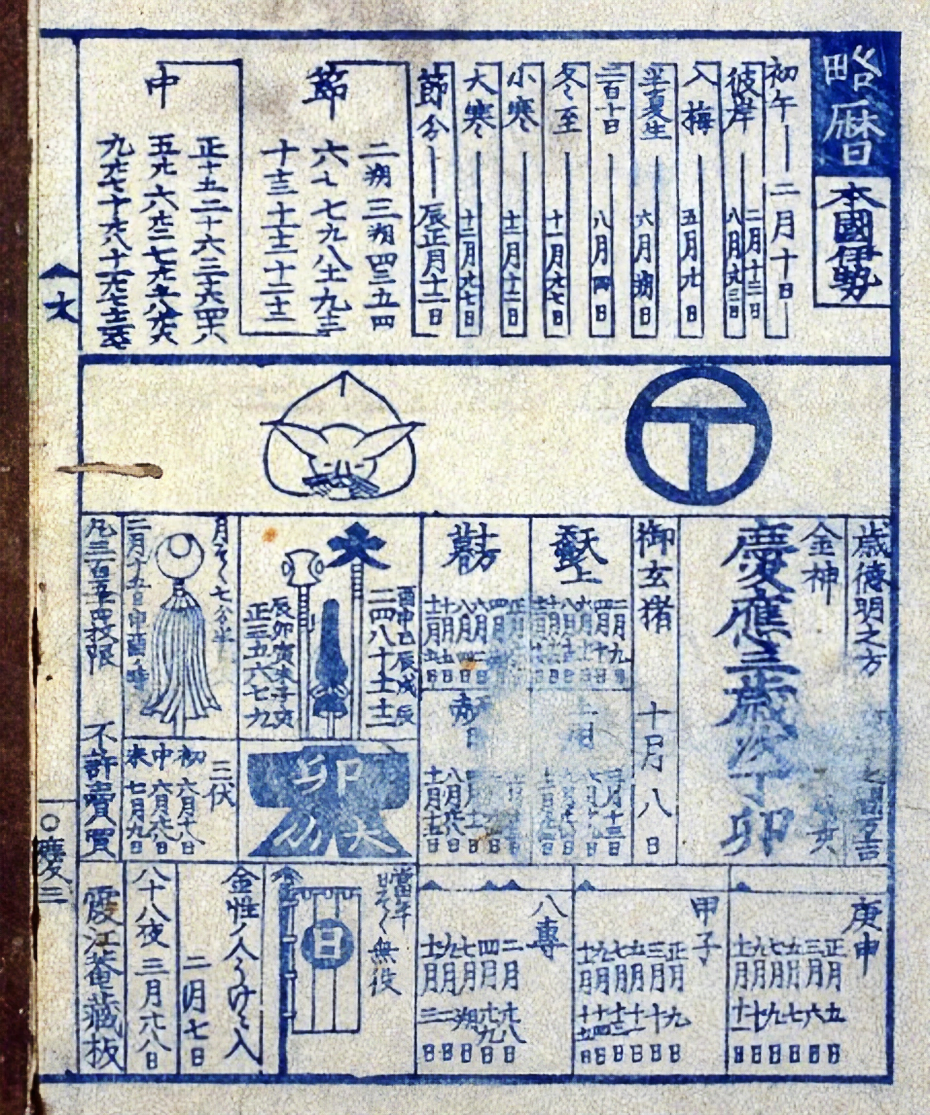
慶応3年（西暦1867年）に発行された暦。卯年だったので、兎の紋が描かれている。

江戸時代最後の元号であり、一世一元の制導入（一世一元の詔発布）以前の最後の元号である。

## 改元
- 元治2年4月7日（グレゴリオ暦1865年5月1日）： 禁門の変や社会不安などの災異のために改元[注 1]。
- 慶応4年9月8日（グレゴリオ暦1868年10月23日）： 明治に改元。

### 経緯
3月17日、朝廷から京都所司代・松平定敬に対して「乾永・文隆・大暦・万徳・慶応・明定・天政」の7案が伝えられ、定敬は幕府に報告したが、将軍・徳川家茂が朝廷に対して「何以被採用所存無之候」「叡慮之通慶応可然被存候」と述べて改元については孝明天皇の意向に全て従うという意見書を出し、改元当日の御所での儀式を諸藩代表に公開するなど、江戸幕府創設以来幕府が奏上してきた改元制度が終焉したことを示すものとなった。
なお、この改元の勘申を命ぜられた高辻修長から出された案の中に「平成」が含まれていたが最終の7案には残らず、この時には採用されなかった。「平成」が元号として採用されるのは、124年後の1989年1月8日のことである。

## 慶応年間の出来事
- 慶応元年9月 - 兵庫開港要求事件
- 慶応2年 - 五稜郭完成。
- 慶応3年 - ええじゃないか起こる。
- 慶応3年10月14日 - 大政奉還の上奏。
- 慶応3年12月9日 - 王政復古の大号令。
- 慶応4年1月 - 戊辰戦争。
- 慶応4年5月 - 北越戦争。
- 慶応4年 - 慶應義塾が芝新銭座へ移転し、元号をとって塾名とした。

## 誕生
- 元年： 泉重千代 - （120歳で死亡した男性で、昭和時代に死亡した江戸時代生まれの最後の人物とされてきたが、1880年〈明治13年〉生まれ説もある）
- 2年： 若槻禮次郎 - （第2代憲政会総裁、第2代立憲民政党総裁、第25・28代内閣総理大臣）
- 3年： 夏目漱石 - （小説家、評論家、英文学者）
- 3年： 豊田佐吉 - （トヨタグループ創始者）
- 3年： 平沼騏一郎 - （枢密院議長、第35代内閣総理大臣）
- 3年： 志村源太郎 - （銀行家、日本勧業銀行総裁）
- 3年： 鈴木貫太郎 - （枢密院議長、第42代内閣総理大臣）
- 4年： 宇垣一成 - （陸軍大将）
- 4年： 岡田啓介 - （海軍大将、第31代内閣総理大臣）
- 4年： 藪内節庵 - （茶人）

## 死去
- 2年： 徳川家茂 - （江戸幕府14代将軍、満20歳）
- 2年： 四代目市川小團次 - （歌舞伎役者、満54歳）
- 2年： 孝明天皇 - （第121代天皇、満35歳）
- 3年： 高杉晋作 - （奇兵隊隊長、満27歳）
- 3年： 坂本龍馬 - （海援隊隊長、満31歳）
- 3年： 中岡慎太郎 - （陸援隊隊長、満29歳）
- 4年： 近藤勇 - （新選組局長、満33歳）
- 4年： 沖田総司 - （新選組一番組組長）

## 西暦との対照表
※は小の月を示す。
| グレゴリオ暦     | 1865/5/1  | 5/25  | 6/23  | 7/23  | 8/21    | 9/20  | 10/20 | 11/18 | 12/18 | 1866/1/17   |        |          |
| 慶応二年（丙寅） | 一月      | 二月※ | 三月  | 四月※ | 五月※   | 六月※ | 七月  | 八月  | 九月※ | 十月        | 十一月 | 十二月   |
| グレゴリオ暦     | 1866/2/15 | 3/17  | 4/15  | 5/15  | 6/13    | 7/12  | 8/10  | 9/9   | 10/9  | 11/7        | 12/7   | 1867/1/6 |
| 慶応三年（丁卯） | 一月※     | 二月  | 三月※ | 四月  | 五月※   | 六月※ | 七月※ | 八月  | 九月※ | 十月        | 十一月 | 十二月   |
| グレゴリオ暦     | 1867/2/5  | 3/6   | 4/5   | 5/4   | 6/3     | 7/2   | 7/31  | 8/29  | 9/28  | 10/27       | 11/26  | 12/26    |
| 慶応四年（戊辰） | 一月※     | 二月  | 三月  | 四月※ | 閏四月※ | 五月  | 六月※ | 七月※ | 八月  | 九月※       |        |          |
| グレゴリオ暦     | 1868/1/25 | 2/23  | 3/24  | 4/23  | 5/22    | 6/20  | 7/20  | 8/18  | 9/16  | 10/16–10/23 |        |          |